# کلود نیگون
کلود نیگون (فرانسوی: Claude Nigon‎; ۲۸ دسامبر ۱۹۲۸ – ۳۰ ژانویهٔ ۱۹۹۴) شمشیرباز اهل فرانسه بود.
وی در مسابقات کشوری و بین‌المللی در مجموع برندهٔ ۱ مدال برنز شده‌است.